# Aubeville
Aubeville korábbi község Franciaországban, Charente megyében. Lakosainak száma 368 fő (2018. január 1.). Aubeville Blanzac-Porcheresse, Champagne-Vigny, Étriac, Jurignac, Mainfonds, Péreuil és Val des Vignes községekkel határos.
2016. január 1-jén három másik korábbi községgel egyesült és az így létrejött Val des Vignes új község része lett.

## Népesség
A település népessége az elmúlt években az alábbi módon változott:
| Lakosok száma | 198  | 195  | 139  | 130  | 142  | 142  | 150  | 150  | 144  | 368  |
|               | 1962 | 1968 | 1982 | 1990 | 1999 | 2008 | 2011 | 2013 | 2017 | 2018 |